# Cecharismena cara
Cecharismena cara là một loài bướm đêm trong họ Noctuidae.